# Лолита
Лолита је роман Владимира Набокова. Написан је на енглеском и први пут објављен у Паризу 1955. године, да би касније био преведен на руски и објављен у Њујорку 1967. године. Роман је познат широм света по иновативном стилу писања али и по својој контроверзној теми: приповедач и протагониста у роману Хамберт Хамберт постаје сексуално опседнут дванаестогодишњом Долорес Хејз.
Лолита је Набаковљево убедљиво најпознатије, најчитаније и најпревођеније дело. То је постала првенствено захваљујући томе што су пуританци били скандализовани због "порнографске теме"; дакле, ванкњижевне погрешне премисе довеле су до књижевно тачног закључка. Лолита је његово и најбоље дело. Он је једном прилико рекао да би га требало памтити по Лолити и по преводу Евгенија Оњегина.
По свом објављивању, роман је достигао статус класика као један од најпознатијих и најконтроверзнијих примера књижевности 20. века. Име Лолита је ушло у савремену културу као назив за сексуално активну младу девојку окренуту старијим мушкарцима.
Роман је два пута адаптиран за филм, 1962. године (режисер Стенли Кјубрик, са Џејмсом Мејсоном као Хамбертом Хамбертом) и поново 1997. године (режисер Ејдријен Лајн, а као главни глумац Џереми Ајронс).

## Радња романа
Хумберт Хумберт, префињени господин средњих година, може се сексуално узбудити тек у сусрету с девојчицама на прагу пубертета, "нимфицама". Кад угледа дванаестогодишњу Лолиту, заљуби се у њу и ожени њену мајку само да би могао остати поред ње. Након смрти Лолитине мајке Хумберт започиње покварени љубавни живот са Лолитом по хотелима, мотелима и аутопутевима дуж америчког континента. Након две године Лолита га напушта. следеће три године он је очајнички и безуспешно тражи и напокон прима писмо: удата је и трудна и потрбан јој је новац. Он јој жури у посету (удала се за примитивца, живи у беди, порасла је пет-шест центиметара, има велики стомак, није више нифица али он је још увек безнадно воли), наговара је да му се врати, она одбија. даје јој новац и одлази. Вози право у вилу "заводника" који ју је био "отео", убија га из револвера, предаје се полицији.

## Занимљивости
Иако је „Лолита” написана на енглеском, Нобоков ју је касније превео на руски и захтевао да се из тог превода преводи на друге језике.